# Кампгаузен, Лудольф
Готтфрид Лудольф Кампгаузен (нем. Gottfried Ludolf Camphausen; 10 января 1803, Хюнсхофен — 3 декабря 1890, Кёльн) — прусский и германский банкир и государственный деятель, либерал, один из лидеров рейнской буржуазии.

## Биография
В 1825 году основал вместе с братом банкирскую контору в Кёльне. Один из первых ратовал в печати за проведение железных дорог в Германии. В 1841 году он учредил Кёльнское буксирно-пароходное общество. В 1843 году Кёльн избрал его в рейнский провинциальный сейм, в который он внёс предложение о свободе печати, а в 1845 году — предложение об осуществлении обещанного в 1815 году народного представительства. На соединённом сейме 1847 года, где он держался правой фракции либеральной партии, Кампгаузен сделал предложение о периодическом созыве этого собрания.
29 марта 1848 года он был поставлен во главе прусского министерства, но тотчас же должен был вступить в борьбу с демократическими элементами. Когда проект конституции, выработанный Ганземаном, был представлен Кампгаузеном национальному собранию и показался неудовлетворительным либеральному большинству, он 20 июня оставил должность. В конце июля он был назначен уполномоченным Пруссии при центральном германском правительстве во Франкфурте; в этом звании он стоял за программу Гагерна и старался привести её в соответствие с притязаниями отдельных правительств. Когда Пруссия высказалась за отклонение имперской конституции, Кампгаузен подал в отставку и выехал из Франкфурта. В Эрфурте он в качестве докладчика комиссии защищал принятие целиком конституции для более тесного германского союза. В прусской первой палате и палате господ, в которую он избрался в 1850 году, принадлежал к оппозиции.
После ухода с государственной службы вернулся к банкирской деятельности, но в 1868 году оставил и её, занявшись астрономией в собственной обсерватории и даже получив учёную степень в университете Бонна. При этом окончательно с политикой он не порывал до конца жизни: в 1860 году получил пожизненное место в прусской Палате господ, а в 1867—1871 годах был депутатом северогерманского рейхстага от старолибералов.